# Theodoxus subthermalis
Theodoxus subthermalis is een slakkensoort uit de familie van de Neritidae. De wetenschappelijke naam van de soort is voor het eerst geldig gepubliceerd in 1865 door Bourguignat in Issel.